# Aušra Naidėnienė
Aušra Naidėnienė (Klaipėda, 2 aprile 1973) è un'ex cestista lituana.

## Carriera
Con la Lituania ha disputato i Campionati mondiali del 2002.